# Isola di Hull
L'isola di Hull è un'isola situata nella regione della Costa Centrale della Columbia Britannica, in Canada. Si trova nel canale di Havannah, a est dell'estremità meridionale dell'isola di East Cracroft. L'isola fa parte di un'area caratterizzata da una geografia costiera unica, ricca di ecosistemi marini e terrestri, ed è un'importante destinazione per appassionati di natura e avventura. La sua posizione strategica nel cuore della Costa Centrale la rende un punto di riferimento per esplorazioni nautiche e studi ambientali.

## Origine del nome
L'isola di Hull, situata nella regione della Costa Centrale della Columbia Britannica, fu chiamata così intorno al 1860 dal capitano Richards della Royal Navy in onore di Thomas Arthur Hull, capitano della nave HMS Havannah. Hull prestava servizio sotto il comando del capitano Thomas Harvey, il cui nome è legato anche a Port Harvey, una località che si trova appena a ovest, dove si forma una baia tra le due isole Cracroft, quasi unite. La nave Havannah, che giocò un ruolo significativo nelle esplorazioni marittime, fu in servizio sulla Stazione del Pacifico dal 1855 al 1859. La sua missione nel Pacifico e il legame con il capitano Harvey segnano una parte importante della storia navale della regione.